# ストレンジャー (ビリー・ジョエルのアルバム)
『ストレンジャー』 (The Stranger) は、アメリカのシンガーソングライター、ビリー・ジョエルのスタジオ・アルバム。

## 概要
過去の4作でもそこそこの成功を収めていた彼にとって、全米アルバムチャートに於いて最高2位となった。この成功は、ジョエルと彼の曲を革新的手法で補ったプロデューサーのフィル・ラモーンの共同作業によるところが大きい。この実りある協力関係は、この後10年続く。
このアルバムからは、グラミー賞（最優秀レコード賞）を受賞した「素顔のままで」、アコースティック・バラードの「シーズ・オールウェイズ・ア・ウーマン」、若干の論議となった「若死にするのは善人だけ」、そして後にブロードウェイミュージカルの題材となった「ムーヴィン・アウト」がシングルカットされた。
自身最大の1000万枚を売り上げ、サイモン&ガーファンクルの『明日に架ける橋』を抜き、当時のコロンビアレコードで最も売れたアルバムとなった。
2003年にローリング・ストーン誌の「最も偉大な500のアルバム」に於いて、67位にランクイン。
2008年7月7日には、アルバム発売30周年記念として「THE STRANGER (2 CD Legacy Edition)」がDVD付きで発売された。この2枚組CDアルバムには、フィル・ラモーンによってリマスタリングされたオリジナル・スタジオ録音版と、もう1枚には1977年のカーネギー・ホールで行われたライブからの未発表音源などが収録されている。付属するDVDの方には、アルバムのプロモーション用に当時収録されたライブ風のビデオ・クリップや、BBCの60分番組「Old Grey Whistle Test」に出演した映像で、1978年当時にはイギリスのBBC 2でしか放送されなかった貴重な映像などが収録されている。
2018年12月26日には、アルバム発売40周年記念として2枚組CDと同じ音源を収録した「ストレンジャー 40周年記念デラックス・エディション」が発売された。DVDが排された代わりに1枚目がSACDハイブリッド仕様になり、SACD層にはテッド・ジェンセンのリマスターによる2000年DSDマスタリングとフィル・ラモーンのプロデュースによる5.1chサラウンド、CD層には同じくテッド・ジェンセンによる2011年デジタル・リマスターと日本初CD化となるナッソー・コロシアムでのライヴ音源5曲が収録されている。2枚目はBlu-Spec CD2仕様となっている。更に特典として78年初来日公演チケット、パンフレットや、アルバムからカットされた3枚のアナログ・シングル・ジャケットやオリジナルLP帯などが復刻収録されている。

### ジャケット
ジャケット裏面にはビリーはじめバンドメンバー、プロデューサーのフィル・ラモーンがマンハッタンのイタリアン・レストラン「Guido's Restaurant」にて食事をする写真が使われた。（38thストリートと39ストリートの間）このレストランは「Supreme Macaroni pasta store」の店内奥に位置していたが、現在この建物は取り壊されている。なお、このレストランは映画「レオン」でも撮影に使われた。

## 収録曲
全曲ビリー・ジョエル作
1. ムーヴィン・アウト (Movin' Out (Anthony's Song)) - 3分30秒
2. ストレンジャー (The Stranger) - 5分10秒
3. 素顔のままで (Just the Way You Are) - 4分52秒
4. イタリアン・レストランで (Scenes from an Italian Restaurant) - 7分37秒
5. ウィーン (Vienna) - 3分34秒
6. 若死にするのは善人だけ (Only the Good Die Young) - 3分55秒
7. シーズ・オールウェイズ・ア・ウーマン (She's Always a Woman) - 3分21秒
8. 最初が肝心 (Get It Right the First Time) - 3分57秒
9. エヴリバディ・ハズ・ア・ドリーム (Everybody Has a Dream) - 6分38秒

## 参加ミュージシャン
- ビリー・ジョエル - アコースティック・ピアノ、ボーカル、キーボード、シンセサイザー
- ダグ・ステッグマイヤー - ベース
- リバティ・デヴィート - ドラムス
- リッチー・カナータ - テナー/ソプラノサックス、クラリネット、フルート、オルガン
- スティーヴ・カーン - 6弦/12弦ギター、アコースティック・リズムギター、高音ギター
- ハイラム・ブロック - エレクトリックギター
- パトリック・ウィリアムズ - オーケストレーション
- ラルフ・マクドナルド - パーカッション（「ストレンジャー」、「素顔のままで」、「最初が肝心」、「エヴリバディ・ハズ・ア・ドリーム」）
- ヒュー・マクラッケン - アコースティックギター（「素顔のままで」、「イタリアン・レストランで」、「シーズ・オールウェイズ・ア・ウーマン」、「最初が肝心」、「エヴリバディ・ハズ・ア・ドリーム」）
- スティーヴ・バーグ - アコースティックギター（「素顔のままで」、「シーズ・オールウェイズ・ア・ウーマン」）、エレクトリックギター（「イタリアン・レストランで」）
- フィル・ウッズ - アルトサックス（「素顔のままで」）
- ドミニク・コルテス - アコーディオン （「イタリアン・レストランで」、「ウィーン」）
- リチャード・ティー - オルガン（「エヴリバディ・ハズ・ア・ドリーム」）
- フィービ・スノウ - コーラス（「エヴリバディ・ハズ・ア・ドリーム」）
- ラニ・グローヴス - コーラス（「エヴリバディ・ハズ・ア・ドリーム」）
- グウェン・ガスリー - コーラス（「エヴリバディ・ハズ・ア・ドリーム」）
- パティ・オースティン - コーラス（「エヴリバディ・ハズ・ア・ドリーム」）

## 順位、認定

### アルバム
| 年   | 国             | チャート                       | 順位 | 週  | 認定         | 枚数        |
| ---- | -------------- | ------------------------------ | ---- | --- | ------------ | ----------- |
| 1978 | アメリカ       | ビルボードポップアルバム       | 2    | 137 | ダイヤモンド | 10,000,000+ |
| 1978 | オーストラリア | ケント・ミュージック・レポート | 2    |     |              |             |
| 1978 | 日本           | オリコン週間アルバムチャート   | 3    | 75  |              | 370,000+    |
| 1978 | イギリス       | 全英アルバムチャート           | 24   | 40  | ゴールド     | 100,000+    |

### シングル
| 年   | 国/地域  | シングル                             | チャート             | 順位 |
| ---- | -------- | ------------------------------------ | -------------------- | ---- |
| 1978 | 北米     | 素顔のままで                         | ビルボードホット100  | 3    |
| 1978 | 北米     | 素顔のままで                         | ビルボードAC         | 1    |
| 1978 | イギリス | 素顔のままで                         | 全英シングルチャート | 19   |
| 1978 | 北米     | ムーヴィン・アウト                   | ビルボードホット100  | 17   |
| 1978 | 北米     | ムーヴィン・アウト                   | ビルボードAC         | 40   |
| 1978 | イギリス | ムーヴィン・アウト                   | 全英シングルチャート | 35   |
| 1978 | 北米     | 若死にするのは善人だけ               | ビルボードホット100  | 24   |
| 1978 | 北米     | シーズ・オールウェイズ・ア・ウーマン | ビルボードホット100  | 17   |
| 1978 | 日本     | ストレンジャー                       | オリコン             | 2    |

## 受賞
グラミー賞
| 年   | 受賞         | 分野             |
| ---- | ------------ | ---------------- |
| 1978 | 素顔のままで | 最優秀レコード賞 |

## 発売歴
| 規格                   | 発売日         | 発売元           | カタログナンバー |
| ---------------------- | -------------- | ---------------- | ---------------- |
| LP                     | 1977年9月      | コロンビア       | JC 34987         |
| LP（オーストラリア盤） | 1977年         | コロンビア (CBS) | SBP 237057       |
| カセット               | 1990年         | コロンビア       | JCT 34987        |
| CD                     | 1990年         | コロンビア       | CK-34987         |
| CD（リマスタ盤）       | 1998年10月20日 | コロンビア       | CK 69384         |
| SACD                   | 2001年7月31日  | ソニー           | CS 69384         |